# Nishijin
Pour les articles homonymes, voir Nishijin (homonymie).
Le Nishijin (西陣, Nishijin) est un secteur des arrondissements de Kamigyō et de Kita de la ville de Kyoto, étroitement lié au développement de l'industrie textile dans la ville. Il s'agit du berceau de la technique traditionnelle de broderie Nishijin-ori (en) (西陣織).

## Situation et évolution du territoire

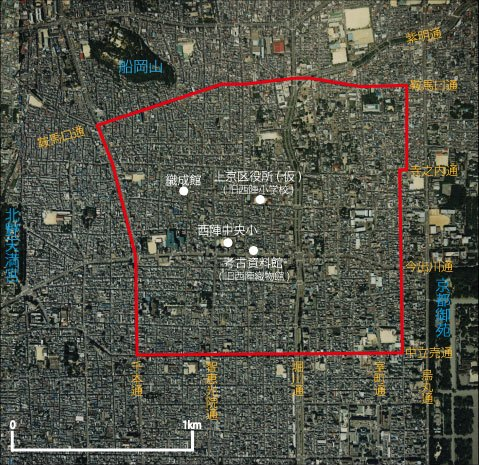
Carte des limites originales du Nishijin.

Jusque vers 1638 (Kan'ei 15), il existait un groupe de quartiers appelés Nishijin-gumi (西陣組), qui a ensuite été repris par le Kaminishijin-gumi (上西陣組) et le Shimonishijin-gumi (下西陣組). Les limites entre ces deux quartiers et les autres zones est approximativement à l'ouest Shichihonmatsu-dōri (ja) (七本松通), au sud Ichijō-dōri (一条通), à l'est Ogawa-dōri (小川通) et au nord la limite territoriale entre Kamigyō et Kita.
Dans le Kyōto Goyakushomuke Taigai Oboeki (京都御役所向大概覚書), un manuel du bureau d'aménagement municipal de la ville de Kyoto, compilé vers 1717, la zone de Nishijin est décrite comme « délimitée à l'est par Horikawa, à l'ouest par Kitano-Shichihonmatsu, au nord par Daitoku-ji-Imamiya, au sud par Ichijō et Nakadachiuri », ce qui indique que la région était entourée par Horikawa-dōri, Shichihonmatsu-dōri, Kuramaguchi-dōri et Ichijō-dōri / Nakadachiuri-dōri.
Plus largement, la zone où était pratiquée la technique du Nishijin-ori était délimitée par Marutamachi-dōri (丸太町通) au sud, Kamigamo (ja) (上賀茂) au nord, Karasuma-dōri (ja) (烏丸通) à l'est et Nishiōji-dōri (ja) (西大路通) à l'ouest.

## Histoire

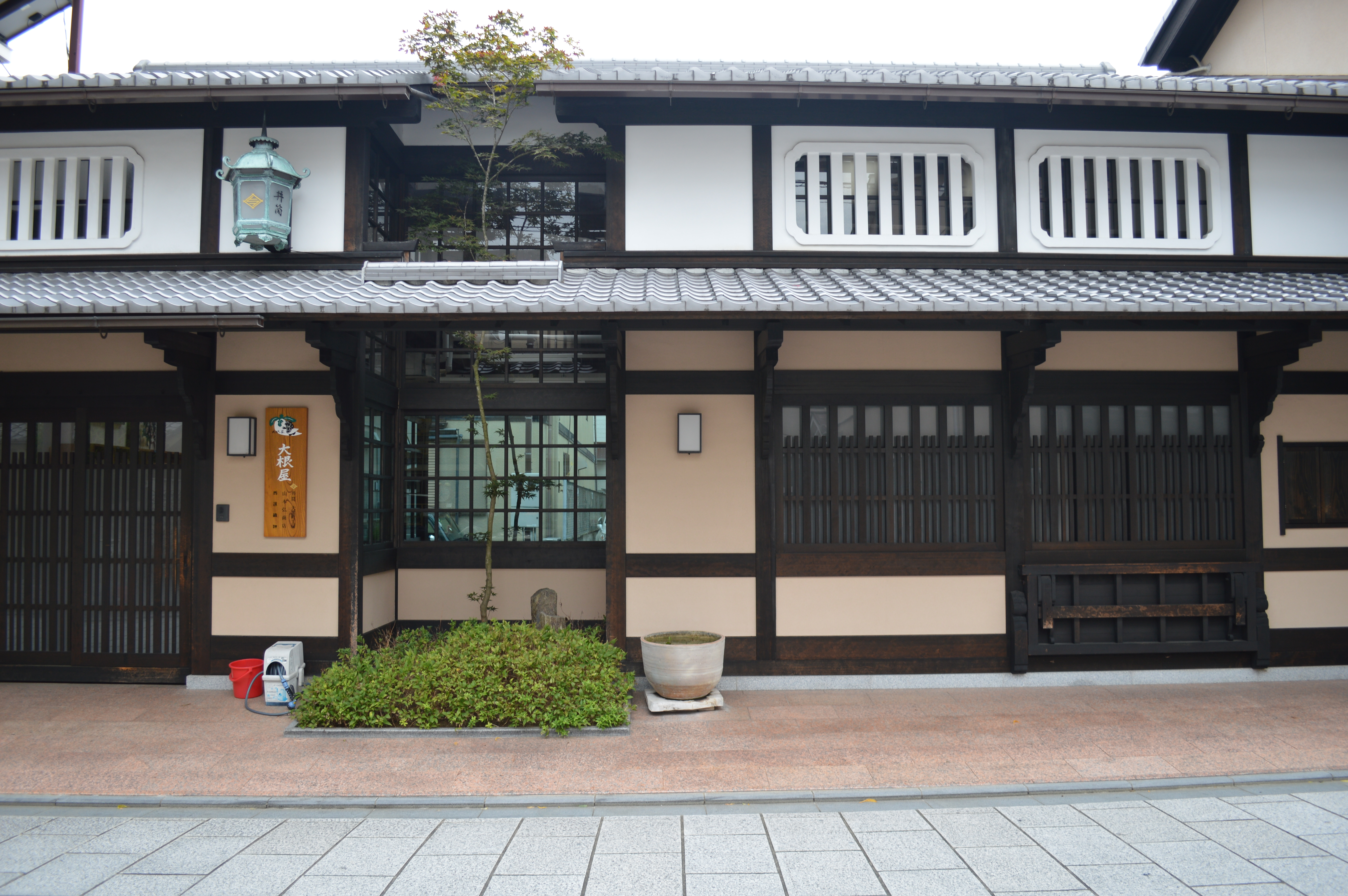
Maison traditionnelle dans le Nishijin.

La production textile est pratiquée à Kyoto depuis le Ve siècle, et les tisserands étaient rassemblés dans les environs de Kuromon et Kamichōjamachi, au sud de l'actuel Nishijin, pendant la période Heian (794-1185). Dans la seconde moitié de la période Heian, des textiles connus sous le nom d'Ōshajin no Aya (大舎人の綾) et Ōmiya no Kinu (大宮の絹) ont été produits, et ces tissus épais et aux motifs uniques étaient utilisés pour décorer les temples et les sanctuaires. Le nom « Nishijin », qui signifie faction (陣) de l'ouest (西) vient du fait que pendant la guerre d'Ōnin (1467-1477), Yamana Sōzen, le général de l'armée de l'Ouest, et d'autres groupes alliés ont établi leur camp dans cette région à l'ouest de la rivière Hori (ja) (堀川),. Après la guerre d'Ōnin, les tisserands qui s'étaient dispersés dans diverses régions du pays, notamment à Sakai et Nara, reviennent à Kyoto et reprennent leur activité dans cette zone, qui prend alors le nom « Nishijin »,. Le nom Nishijin comme référence au secteur apparaît pour la première en 1487, dix ans après la guerre. 
Durant l'époque Azuchi-Momoyama (1573-1603), de nouvelles techniques et des matériaux de la Dynastie Ming y sont importées,. Durant l'époque d'Edo (1603-1868), sous mandat du Shogunat, les techniques s'améliorent, et le Nishijin devient le secteur réputé pour le textile dans la capitale, et contrairement aux autres provinces, Kyoto n'importe plus son textile et ses vêtements, directement produits dans le Nishijin,. Durant l'époque d'Edo, le Nishijin est située entre Ōmiya-dōri (ja) (大宮通) et Horikawa-dōri (ja) (堀川通), aux alentours d'Imadegawa-dōri (今出川通). Le 20 juin 1730, un grand incendie éclate dans l'entrepôt de la fabrique Daimonjiya Gyōhei (大文字屋五兵衛), au carrefour de Muromachi et Kamidachiuri, et qui finit par toucher tout le Nishijin. Plus de 3 000 résidences sont brûlées. Le Nishijin commence alors à perdre de l'importance face à d'autres villes comme Nagahama, Kiryū et Ashikaga, où les techniques du Nishijin ont été importées. Finalement, après un nouvel incendie en 1788, la soie est bannie dans la capitale, au détriment de l'économie du Nishijin.
Menacé de disparition en 1869 avec le déménagement de la capitale à Tokyo, des personnalités du Nishijin décident de créer une association pour la protection du secteur. Ainsi, Sakura Tsuneshichi (佐倉 常七), Inoue Ihei (井上 伊兵衛) et Yoshida Chūshichi (吉田 忠七) se rendent à Lyon pour étudier les nouvelles méthodes de tissage issues de la Révolution industrielle. Ils rapportent dans le Nishijin des dizaines de métiers Jacquard qui ont permis d'ancrer le Nishijin au cœur de la production textile dans le pays entier. À la fin de l'ère Meiji (1868-1912), on comptait plus de 20 000 métiers à tisser dans le Nishijin, qui comptait pour 7 % de la production textile japonaise. C'est dans le Nishijin qu'a été construit le Nishijin Tōei Gekijō (ja) (西陣東映劇場), l'un des premiers cinémas du Japon, en février 1910. 
Le 26 juin 1945, vers 9 heures du matin, la zone a été bombardée par un B-29 américain. 43 personnes ont été tuées sur le coup, 66 ont été gravement ou légèrement blessées, et 292 bâtiments ont été entièrement ou partiellement détruits. Il s'agit du plus important raid aérien que la ville de Kyoto ait subi pendant la Guerre du Pacifique. Un monument en pierre a été érigé par la suite dans le parc Tatsumi pour montrer l'étendue des dégâts. Après la Seconde Guerre mondiale, le Nishijin s'est peu à peu modernisé et les tâches manuelles sont mécanisées, de sorte que la majorité des entreprises y opérant sont de petite à moyenne taille. On note également une délégation des tâches vers des manufactures en dehors de la région ainsi qu'un exode vers d'autres régions avec plus de main d'œuvre.
En 1976, plusieurs techniques traditionnelles sont désignées comme faisant partie du patrimoine de l'artisanat, ce qui permet de protéger le patrimoine du Nishijin. Dans les dernières décennies, les pratiques se modernisent et les produits deviennent plus variés, allant de cravates aux sacs, en passant par les rideaux et les stores. En 2008, la valeur des expéditions de produits textiles de Nishijin s'élevait à environ 81,8 milliards de yens, et l'entreprise comptait 465 fournisseurs. Il y a un total de 4 783 métiers à tisser (environ 3 600 métiers à tisser mécaniques et 1 200 métiers à tisser manuels), et environ 30 000 personnes travaillent directement ou indirectement dans l'industrie du tissage de Nishijin.